# Anna Crilly
Anna Crilly (* 1975 in Kent, England) ist eine britische Schauspielerin und Comedian.
Crilly besuchte die Middlesex University, wo sie Darstellende Kunst studierte. Sie war im Finale des „So You Think You're Funny“-Wettbewerbs 2003 im Gilded Balloon-Theater und führte zwei Shows beim Edinburgh Festival Fringe im folgenden Jahr auf. Seit 2006 spielt sie die Rolle von Magda, eine osteuropäische Haushälterin, in der BBC-Sitcom Lead Balloon. Ihr ausdrucksloser Auftritt wurde als „Szenenentzug“ beschrieben.
Für John O’Farrells Radiosendung NewsBiscuit.com hatte sie eine Probesendung, Crilly spielte dabei die Co-Moderatorin der fiktionalen Radiostation NewsBiscuit, basierend auf der gleichnamigen Website, die von O’Farrell erstellt wurde. Die Show war laut O’Farrell eine Chance für neue Autoren und Schauspiele, deren Talent zu verbreiten. Die Pilotsendung könnte als Serie fortgesetzt werden.
Im Dezember 2008 war sie für den British Comedy Award als Bester weiblicher Neuling nominiert, für ihre Darstellung der osteuropäischen Magda in Lead Balloon, den Award gewann schließlich Katy Brand.
Sie ist eine der Darstellerinnen in der Serie Die Mannohnekopf Show (englisch Sorry, i've got no head). In der deutschen Ausgabe wird Anna Crilly von Martina Hill gesprochen.
Annas Bruder ist der Journalist und Autor Rob Crilly.